# Lluís de Peguera de Llaudés
Lluís de Peguera de Llaudés (Barcelona, p.s.XVII— Barcelona, post. 30 de març de 1658) va ser un militar i polític català.
En el marc de la guerra entre el regne de França i la Corona hispànica, participa en la batalla de Leucata de 1637 i en la recuperació de Salses de 1639. Per aquests serveis, és ascendit per Dalmau III de Queralt, virrei de Catalunya, a mestre de camp, convertint-se a més en un dels cinc caps dels terços catalans.
Durant els primers compassos de la Guerra dels Segadors s'alinea amb les institucions catalanes. Pocs dies després del Corpus de Sang, els diputats del General l’envien a Perpinyà per socórrer la capital rossellonesa contra els atacs dels terços hispànics. El 12 d’agost de 1640 obté el privilegi de noblesa. A finals d’any (8 de desembre), és enviat al front de Lleida, on forma part de la victòria Tamarit de Llitera contra les tropes del duc de Nochera. Fins al juliol del 1641, Peguera també forma part dels combatents que intenten recuperar Tarragona per l’exèrcit catalano-francès.
A finals de 1643 s'exilia a Gènova, en ser acusat de partidari del bàndol hispànic. El 1646 fou ordenat cavaller de l'Ordre de Sant Jaume. Peguera no tornarà a Barcelona -on exercí de mestre racional- fins que la ciutat capituli a Felip IV de Castella. Segons Manel Güell, va morir poc després de dictar testament, el 30 de març de 1658 a la capital catalana.